# Експансіонізм
Експансіоні́зм — здійснення державою зовнішньої політики, спрямованої на розповсюдження і зміцнення свого панування над іншими державами, регіонами. 

## Різновиди
Існують різні види експансіонізму: військовий, економічний, ідеологічний. Збройна експансія передбачає захоплення чужих територій збройним шляхом.